# Zabukovec
Zabukovec je priimek več znanih Slovencev:
- Anton Zabukovec, partizanski komandir
- Dušanka Zabukovec (*1947), prevajalka, vodja službe za prevajanje in lektoriranje na TVS
- Franci Zabukovec - Zabukowski, glasbenik instrumentalist in producent
- Jakob Zabukovec (1827—1904), finančnik in gledališki delavec
- Janez Zabukovec (1868—1946), rimskokatoliški duhovnik, krajevni zgodovinar in nabožni pisatelj
- Jože Zabukovec (*1929), agronom, politik
- Katja Zabukovec Kerin, predsednica Društva za nenasilno komunikacijo
- Milan Zabukovec-Miloš (1923—1997), partizanski poveljnik, polkovnik JLA in TO; narodni heroj
- Nataša Zabukovec Logar, anorganska kemičarka, univ. prof.
- Stojan Zabukovec, častnik (polkovnik SV)
- Urša Zabukovec (*1980), prevajalka, filologinja in esejistka
- Victoria Zabukovec (*1930), prevajalka bolgarskega rodu, por. s Slovencem v Avstraliji
- Vlasta Zabukovec (*1959), (pedagoška) psihologinja, univ. prof.
- Zdravko Zabukovec (*1940), gospodarstvenik, politik